# زهرا بیلیر
الیزا اولجویان معروف به زهرا بیلیر (ارمنی: Զեհրա Բիլիր؛ انگلیسی: Zehra Bilir ۲۶ مارس ۱۹۱۳ – ۲۸ ژوئن ۲۰۰۷) خواننده ارمنی‌تبار اهل امپراتوری عثمانی بود. وی از سال میلادی تاکنون مشغول فعالیت بوده است. ادیث پیاف ترکیه

## زندگی‌نامه
وی با نام اصلی ارمنی: Էլիզա Հարությունի Օլջույան در ۲۶ مارس ۱۹۱۳ در آراپگیر به دنیا آمد و از فارغ‌التحصیل شد. وی همچنین برندهٔ جوایزی همچون شده است. وی در ۲۸ ژوئن ۲۰۰۷ در سن ۹۴ سالگی در استانبول درگذشت و در گورستان زنجیرلی‌کویو به خاک سپرده شد.